# Ganesh Shankar Vidyarthi Udyan
Ganesh Shankar Vidyarthi Udyan / Phool Bagh (en hindi: गणेश शंकर विद्यार) es un parque urbano en Kanpur. Ha sido el lugar de muchas reuniones públicas y mítines políticos en Kanpur desde principios del siglo XX.

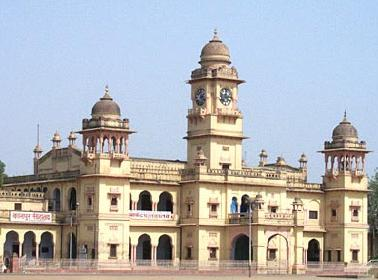
Kanpur Sangrahalaya

## Importancia
La vegetación original del parque ha sido restaurada después de que la Autoridad de Desarrollo local arrendara el parque sobre la base de BOOT a un desarrollador privado. El hermoso paisaje le da un aspecto verde y exuberante al parque. Testigo de importantes mítines políticos anteriores, el parque ahora no está abierto a tales eventos. En 2017, la JCI Kanpur izó una bandera nacional india de mástil de 150 pies de altura, lo que agrega gloria y atracción al parque.

## Historia

### Parque Reina Victoria
Durante el reinado de la reina Victoria en Gran Bretaña, el parque recibió el nombre de Queen Victoria Garden.
El rey Eduardo gobernó Gran Bretaña desde 1901 hasta 1910. En 1876, como Príncipe de Gales, había sido el primer príncipe real británico en visitar la India en una visita de estado, después de que el control de la India pasara de la Compañía de las Indias Orientales a la Corona británica  Durante este viaje a la India, también había visitado Kanpur.

### Gandhi Bhawan
Los comerciantes europeos que se habían establecido en Cawnpore sintieron la necesidad de un centro de entretenimiento de estilo europeo en Cawnpore.
A la muerte del rey Eduardo en Gran Bretaña, la sala se estableció inicialmente como un monumento para conmemorar su visita a Cawnpore en 1876 y recibió el nombre de KE M Hall. Los fondos para el parque se recaudaron de comerciantes europeos establecidos en Kanpur y comerciantes indios.
El Salón KEM (King Edward Memorial) se planeó inicialmente como una pista de baile de madera para bailes de salón de estilo occidental. Debido al estallido de la Primera Guerra Mundial en 1914, se interrumpió la construcción de la sala. Había un hospital regular en el acantonamiento de Kanpur para los soldados heridos en la Guerra Mundial. Como las instalaciones de este hospital no eran adecuadas, el KEM Hall se usó temporalmente para albergar a los soldados británicos heridos de la Primera Guerra Mundial en el hospital temporal dentro del KEM Hall.
La construcción de la sala se completó después del final de la Primera Guerra Mundial en 1918. Fue utilizado por los colonos europeos en la India para actividades culturales. De vez en cuando se alquilaba a ricos comerciantes indios para ceremonias de matrimonio.
Después de la independencia en 1947, KEM Hall pasó a llamarse Gandhi Bhawan. Una parte de este Gandhi Bhawan ahora alberga una biblioteca municipal y el Museo Kanpur Sangrahalaya / Kanpur.

## Ubicación
El parque está ubicado en el área central de la ciudad de Kanpur y está cerca de la orilla derecha del río Ganga, la estación de tren central de Kanpur, el edificio LIC y el parque Nana Rao.

## Atracciones
- Kanpur Sangrahalaya (Museo de Kanpur) se encuentra en el terreno del parque.
- Cawnpore Union Club está ubicado dentro del recinto.
- Una estación de bombeo de agua que suministra agua potable a los residentes de Kanpur se encuentra dentro de los terrenos.
- Las autoridades de la Corporación Municipal de Kanpur han creado un vertedero de aguas residuales cerrado dentro del parque.
- Se encuentra cerca del parque Nana Rao.
- El 3 de diciembre de 2017, la JCI Kanpur izó una bandera nacional de mástil de 150 pies de alto, la estructura más alta de este tipo por un grupo privado de personas.

## Conciencia histórica
Personas como Mahatma Gandhi, Indira Gandhi, Ram Manohar Lohia, Atal Bihari Vajpayee han dado discursos públicos dentro de este parque.

## Mantenimiento y patrocinadores
Ahora el parque no se le da a los políticos para mítines.